# Radio Triquency
| Triquency e.V. | Triquency e.V.                                                                      |
| -------------- | ----------------------------------------------------------------------------------- |
| Logo           |                                                                                     |
| Vereinsdaten   |                                                                                     |
| Gegründet:     | 25. September 2002                                                                  |
| Sendestart:    | 22. April 2005                                                                      |
| Vereinsfarben: | grün-weiß                                                                           |
| Mitglieder:    | etwa 80 (2007)                                                                      |
| Sendestudio:   | Lemgo                                                                               |
| Anschrift:     | Radio Triquency Technische Hochschule Ostwestfalen-Lippe Campusallee 12 32657 Lemgo |
| Frequenzen:    | Lemgo: 96,1 MHz Detmold: 95,9 MHz Höxter: 99,4 MHz                                  |
| Website:       | triquency.de                                                                        |

Radio Triquency ist der Name des Hochschulradios der Technischen Hochschule Ostwestfalen-Lippe, welches seit dem 22. April 2005 auf drei Frequenzen in den Stadtgebieten Detmold, Lemgo und Höxter ausgestrahlt wird.

## Geschichte
Der Verein „Triquency e. V.“ wurde deutlich vor dem eigentlichen Sendebetrieb am 25. September 2002 gegründet. Zu Beginn gab es eine ganztägige Radiosendung am Tag der offenen Tür an der Hochschule in Lemgo anlässlich der 30-Jahr-Feier. Das fand so großen Anklang, dass ein Verein gründet wurde. Initiator war die studentische Gruppe um Bernhard Hensel, betreut von Jochem Berlemann, unterstützt von der Leitung der Hochschule. 1. Vorsitzender des Vereins wurde Bernhard Hensel. Zunächst begann die Planungsphase, die Fragen zur Art des Radios, der Zielgruppe, der Verbreitung usw. enthielt. Während der langen Wartezeit bis zur Erteilung der drei Sendefrequenzen 96,1 MHz in Lemgo, 95,9 MHz in Detmold und 99,4 MHz in Höxter wurden Bürgerfunksendungen produziert und über einen anderen Radiosender in der Region Lippe verbreitet. Als die Genehmigungen vorlagen, startete der Sendebeginn am 22. April 2005.
Im Jahr 2007 wurde eine Zweijahres-Geburtstagsfeier zusammen mit der Fachschaft des Fachbereichs „Produktion und Wirtschaft“ gefeiert. Radio Triquency lud dazu die Band Team Blender aus Berlin ein. Während der Feier wurde live moderiert und auch die Band live im Radio übertragen.
Im Januar 2008 fand das erste öffentliche Radiokonzert im Kesselhaus Lemgo statt. Dazu wurde die Band Anajo, bekannt aus dem Bundesvision Song Contest, eingeladen. Mit etwa 70 Anwesenden wurde am 31. Januar 2008 Rockmusik gemacht.
Am 15. Mai 2008 fand abermals ein Radiokonzert im Kesselhaus in Lemgo statt. Anlässlich des dritten Geburtstages des Radios spielten drei Bands an diesem Abend. Die Bekannteste ist Karpatenhund aus Köln. Des Weiteren wurden Nachwuchsgruppen aus Detmold („Geradeso!“, deutschsprachiger Pop-Poprock-Indie) und Berlin („Sternbuschweg“, Indie) begeistert aufgenommen.
Seit Oktober 2008 ist Frank Lechtenberg Chefredakteur (Fachbereich Medienproduktion, Technische Hochschule Ostwestfalen-Lippe) des Campusradios und Vorstandsmitglied des Vereins.
Im Januar 2018 hat das Campusradio Triquency die dreitägige Veranstaltungsreihe „Kneipenklang“ in Lemgo ins Leben gerufen. Hier hat das Triquency-Team zwei Konzerte (Blassfuchs, Bender & Schillinger) sowie einen DJ-Abend in Kneipen (Zündkerze, Kaffeeküche) und einer Tanzschule in Lemgo veranstaltet.

## Programm
Radio Triquency ist Radio von Studenten für Studenten. Die Sendeinhalte richten sich vorwiegend an Studierende der Hochschulen in Lemgo, Detmold und Höxter. Mit dem Radio soll aber auch das Hochschulleben nach außen dargestellt werden. Das Sendestudio befindet sich am Standort Lemgo und umfasst eine kleine Redaktion sowie das Studio selbst.
Es wird 24 Stunden am Tag über die Frequenzen 96,1 MHz in Lemgo, 95,5 MHz in Detmold und 99,4 MHz in Höxter, sowie über den Livestream gesendet. Weltnachrichten werden vom Deutschlandfunk übernommen, ebenso das Magazin „Campus & Karriere“ (14:30 bis 15:00 Uhr).
Die Musikfarbe auf Radio Triquency ist mit Indie-Rock/-Pop zu betiteln. Stündlich gibt es einen „Klassiker“, zum Beispiel von David Bowie oder Depeche Mode. Von 18 bis 21 Uhr läuft die „Lounge“, die Funk, Weltmusik, Neo-Soul und Ähnliches spielt. Ab 21 Uhr läuft „Party-Musik“ (etwa Hip-Hop, Electro und Dance).
Jeden Donnerstag um 19 Uhr läuft die Sendung „Timewarp“, bei der sich die Moderatorinnen gegenseitig Musik mitbringen und raten, aus welchem Jahr die Songs stammen. Dabei versuchen sie, anhand der musikalischen Eigenschaften des Songs eine möglichst genaue Aussage zu treffen. Die Episoden sind auch in der Mediathek von NRWision verfügbar und wurden mehrfach zum „Tipp der Woche“ gewählt.
Die mehrstündige Sendung „Gin und Techno“ läuft unregelmäßig und beinhaltet Gin-Verkostungen sowie -Rezepte zu Techno von der Schallplatte.
Jedes Jahr vor Weihnachten und in einer Wiederholung an Heiligabend moderieren Chefredakteur Frank Lechtenberg und Musikredakteurin Jenny Karpe den „Vinyladvent“, bei dem die besten Platten des Jahres in einer zweistündigen Sendung auf altbekannte Klassiker treffen. Dabei haben beide Moderatoren jeweils einen Plattenspieler vor sich.

## Name
Das Wort „Triquency“ setzt sich aus dem Wort „tri“ (deutsch: drei) und dem englischen Wort „frequency“ (deutsch „Frequenz“) zusammen. Der Name soll die drei Sende- und Hochschulstandorte in Detmold, Höxter und Lemgo symbolisieren.
Im RDS wird der Sendername ohne „u“ geschrieben, weil dort nur acht Zeichen in einer Zeile zur Verfügung stehen. RDS ist derzeit nur auf den Frequenzen 96,1 MHz (Lemgo) und 95,9 MHz (Höxter) verfügbar.